# Metaclisis montagnei
Metaclisis montagnei är en stekelart som beskrevs av Maneval 1936. Metaclisis montagnei ingår i släktet Metaclisis och familjen gallmyggesteklar. Arten är reproducerande i Sverige. Inga underarter finns listade i Catalogue of Life.